# 303
| [ Edytuj tabelę ] |                                          |
| Król Armenii      | - 287 Tiridates III 330                  |
| Cesarz Chin       | - 290 Jin Huidi 307                      |
| Władca Korei      | - 300 Mich’ŏn 331                        |
| Papież            | - 296 Marcelin 304                       |
| Król Persji       | - 302 Hormizdas II 309                   |
| Cesarz Rzymu      | - 284 Dioklecjan 305 - 286 Maksymian 305 |

Rok 303 / CCCIII
stulecia: III wiek ~
IV wiek ~
V wiek

lata: 293 «
298 «
299 «
300 «
301 «
302 «
303
» 304
» 305
» 306
» 307
» 308
» 313

## Wydarzenia
- 24 lutego – Edykt cesarza Dioklecjana zapoczątkował ostatnie masowe prześladowania chrześcijan w Cesarstwie rzymskim; prześladowania dotknęły również manichejczyków.

## Urodzili się
- Magnencjusz, rzymski cesarz-uzurpator (zm. 353).
- Wang Xizhi, chiński uczony i kaligraf (zm. 361).

## Zmarli
- 23 kwietnia – Jerzy, męczennik chrześcijański[1].
- 10 czerwca – Erazm z Formii, biskup i męczennik (ur. ~240).
- 8 lipca – Prokop, męczennik chrześcijański.
- 26 sierpnia – Aleksander z Bergamo, męczennik chrześcijański.
- 25 września – Firmin, biskup i męczennik.
- 26 września – Kosma i Damian, męczennicy chrześcijańscy (lub w 283).
- 6 października – Fides z Agen, męczennica (ur. ~290).
- 18 listopada – Roman Antiocheński, męczennik chrześcijański.